# One and Three Chairs
One and Three Chairs är ett konceptuellt konstverk från 1965 av Joseph Kosuth. 
Konstverket består av en ordboksdefinition av "stol" samt ett diagram med instruktioner om hur en installation ska göras, båda signerade av Joseph Kosuth. Definitionen och instruktionen materialiseras sedan i en installation som består av en stol framför en vit vägg, ett fotografi i fullformat av denna stol, samt uppslagsverkstexten i uppförstorat format. Fotografiet avbildar just den stol som valts att placeras i det aktuella utställningsrummet. Valet av stol gör att installationen blir olika vid varje utställning, men delarnas förhållande till varandra är detsamma.
Upplägget gör att det inte finns något original till konstverket, bortsett från det idémässiga originalet i form av en skriftlig definition av "stol" samt en instruktion för produktion av installationen.
| ”                    | Jag använde vanliga, funktionella objekt - som en stol - och till vänster om objektet skulle vara ett fotografi i skala 1:1 av objektet och till höger skulle vara en kopia av definitionen av objektet från en ordbok. Allting man såg när man tittade på objektet skulle vara samma som man såg på fotografiet, så varje gång som konstverket ställdes ut behövdes ett nytt fotografi. Jag tyckte om tanken att konstverket i sig självt var något annat än bara det som man såg. Genom att ändra plats, objekt, fotografi, och ändå få det att bestå som var "mycket" intressant. Det betydde att man kunde ha ett konstverk som var en "idé" av ett konstverk, medan dess formella delar inte var av intresse. | „ |
| – Joseph Kosuth 1970 | |   |